# Brieflezende vrouw
Brieflezende vrouw is een van de bekendste werken van Gabriël Metsu. Hij schilderde het in het midden van de jaren zestig van de zeventiende eeuw. Sinds 1987 is het eigendom van de National Gallery of Ireland in Dublin.

## Voorstelling
Op het schilderij leest een vrouw een brief bij een venster met een blauw gordijn. De vrouw is elegant gekleed in een geel jasje dat afgezet is met bont en een rok van perzikkleurig zijde. Aan het rood-blauwe naaikussen op haar schoot en de mand naast haar valt af te leiden dat zij haar handwerk voor een ogenblik heeft neergelegd om de brief te lezen. Naast haar staat een meid in donkerdere kleding die met een hand een gordijn wegschuift voor een schilderij met een marinetafereel in een ebbenhouten lijst. Brieflezende vrouw bevat aanwijzingen, die door tijdgenoten van Metsu waarschijnlijk onmiddellijk begrepen werden, dat de vrouw een liefdesbrief heeft ontvangen. Zowel de spaniël, symbool voor trouw, Cupido's pijlen op de emmer van de meid en het uitgetrapte muiltje verwijzen naar liefde. Het schilderij met de woelige zee zou kunnen verwijzen naar het stormachtige verloop van de liefde. Een laatste opvallend detail is de brief in de hand van de meid; deze is aan de kunstenaar zelf gericht.
Brieflezende vrouw vormt een koppel met Briefschrijvende jongeman bij geopend venster. Op dat schilderij is te zien hoe de brief geschreven wordt door een jonge man in een deftig interieur. Voor zover bekend zijn beide schilderijen altijd gezamenlijk in eigendom geweest. Gabriël Metsu deed het idee voor de pendanten waarschijnlijk op bij Gerard ter Borch, die eerder een gelijksoortig paar schilderde.

## Herkomst
- 28 maart 1720: het schilderij wordt met zijn pendant verkocht voor 560 gulden door Hendrick Sorgh, Amsterdam.
- 16 maart 1724: samen met zijn pendant verkocht voor 785 gulden door G. Bruyn, Amsterdam.
- In bezit van Johannes Coop.
- 1744-50: het schilderij komt in bezit van Gerrit Braamcamp, Amsterdam.
- 31 juli 1771: samen met zijn pendant verkocht aan Jan Hope voor 5.205 gulden. Het schilderij blijft vervolgens eigendom van de familie Hope.
- 1898: Francis Pelham-Clinton-Hope, achtste Hertog van Newcastle verkoopt zijn hele collectie inclusief dit schilderij aan de kunsthandels Wertheimer en Colnaghi & Co., Londen.
- Verkocht aan Sir Alfred Beit, Londen en Blessington.
- In 1974 en opnieuw in 1986 maken criminelen een aantal schilderijen buit in Russborough House, dat onderdak biedt aan Beits kunstcollectie. Brieflezende vrouw werd beide keren ontvreemd en weer terug gevonden.
- 1987: geschonken aan de National Gallery of Ireland, hoewel het werk op dat moment nog vermist was (tot 1993).

## Afbeeldingen

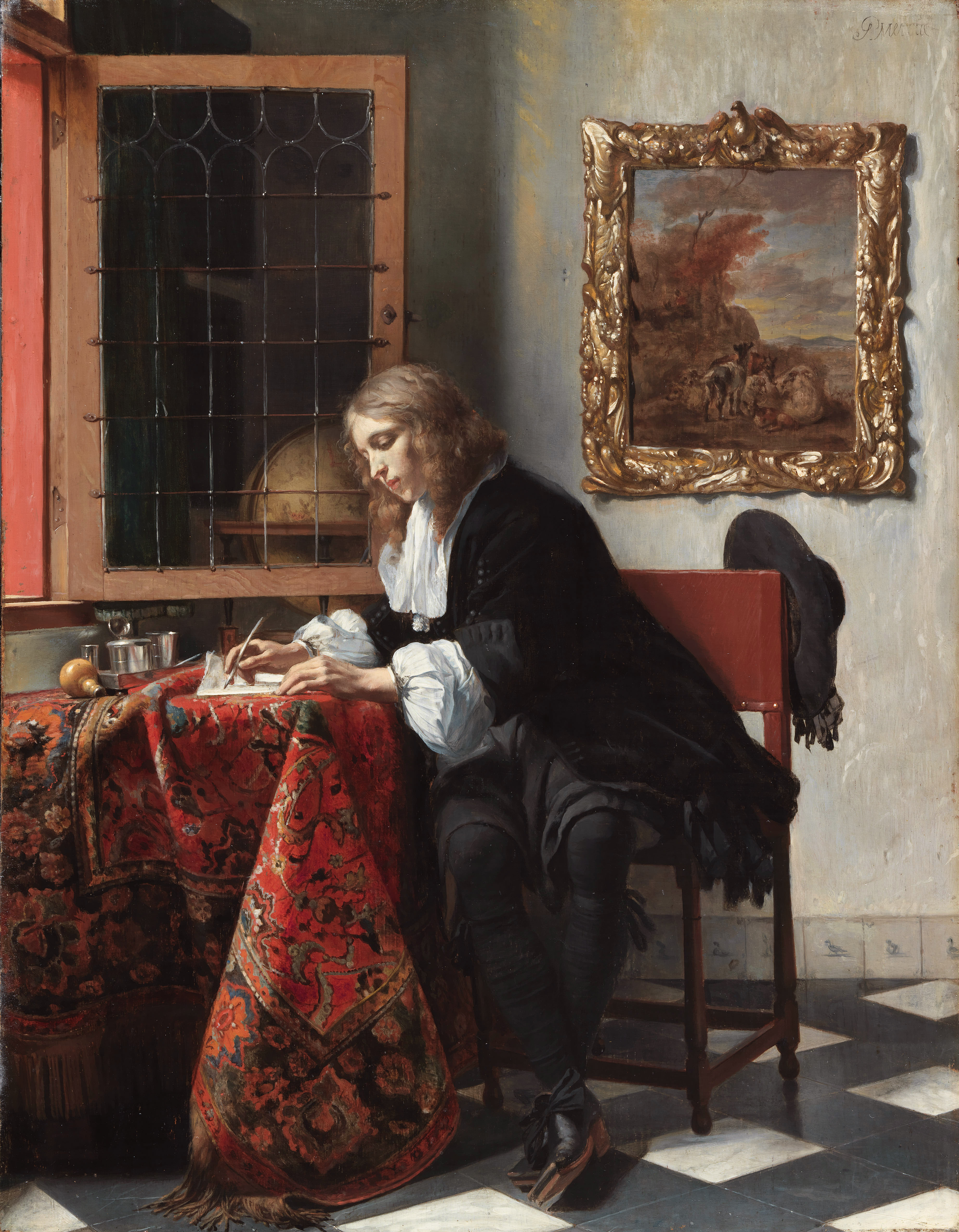
Briefschrijvende jongeman bij geopend venster